# Barbaresco (DOCG)

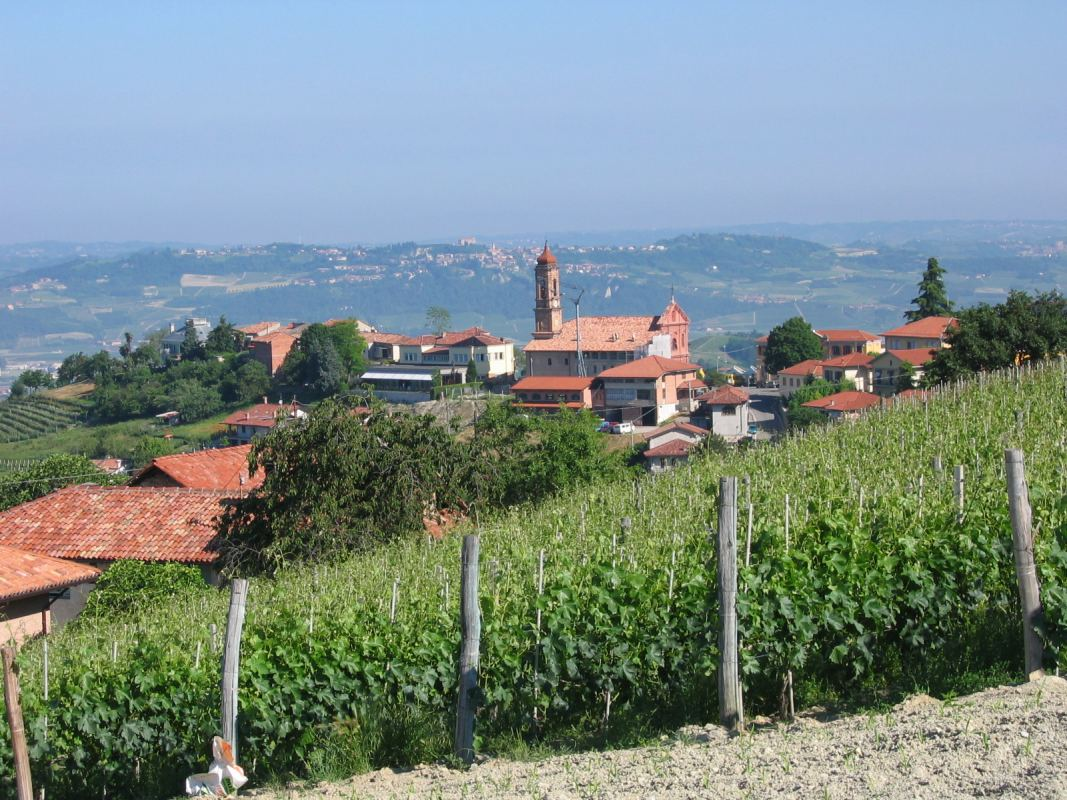
Vignoble de Treiso.

Le barbaresco est un vin rouge DOCG issu du cépage nebbiolo à robe profonde et intense, aux arômes de violette et de fruits, puis épicés. Il est tannique, concentré, avec une bonne acidité. Il est cultivé dans la région du Piémont.

## Historique

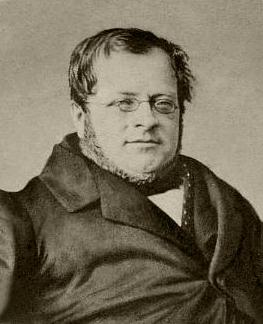
Camillo Cavour, comte de Castelborgo

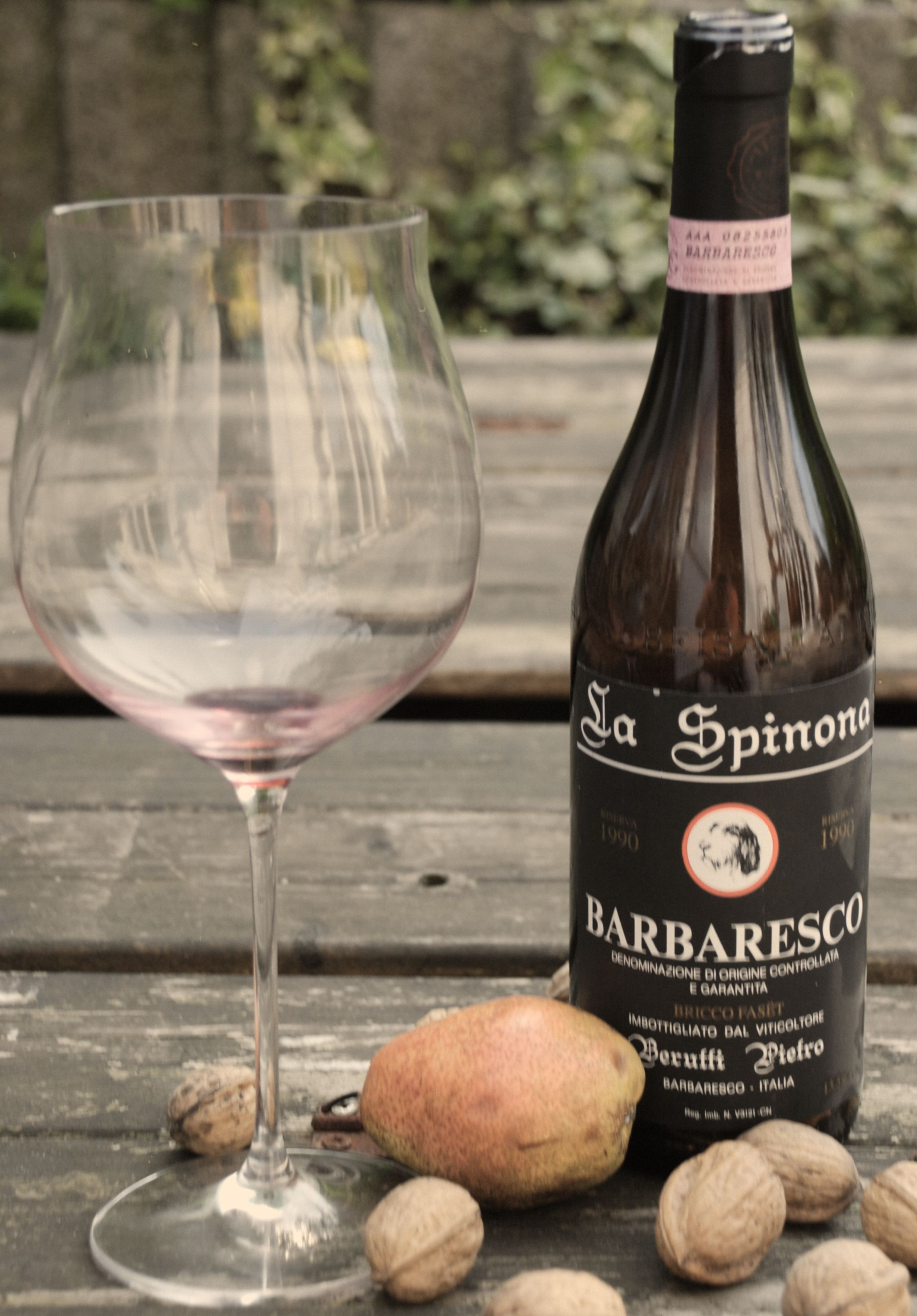
Barbaresco

Dans la cité de Neive, Camillo Cavour, comte de Castelborgo, prit à son service entre 1832 et 1849, le négociant et œnologue français Louis Oudart qui entreprit de planter et de vinifier le cépage Nebbiolo. Son vin présenté sous le nom de Neive remporta une médaille d'or à l'Exposition de Londres de 1862. Conservant les mêmes techniques utilisées par Oudart pour son Neive, en 1892 était élaboré au château de Castelborgo le premier Barbaresco.

## Aire de production
Les vignobles autorisés se situent en province de Coni, dans les communes de Barbaresco, Neive, Treiso et une partie de San Rocco Seno d'Elvio, une frazione d'Alba.

## Vignoble

### Encépagement
Le cépage unique est le nebbiolo dans ses variétés « Michet », « Lampia » et « Rosè ».

### Méthode culturale
Le rendement maximum de la vigne est de 52 hL par hectare. Le vieillissement est obligatoire : 2 ans en fûts de chêne ou de châtaignier (4 ans pour la Riserva). Le degré d'alcool minimum est 12,5 % en volume ; l'acidité totale minimum de 5 g/L et les extraits secs doivent atteindre au minimum 23 g/L.